# Eparchia ryska
Eparchia ryska – jedna z dwóch administratur Rosyjskiego Kościoła Prawosławnego na Łotwie, tworząca razem z eparchią dyneburską autonomiczny Łotewski Kościół Prawosławny. Jej zwierzchnik, metropolita ryski i całej Łotwy Aleksander (Kudriaszow), stoi na jego czele. Funkcje katedry pełni sobór Narodzenia Pańskiego w Rydze.

## Historia
Eparchia została erygowana w 1850; przez poprzednie czternaście lat w Rydze rezydował wikariusz eparchii pskowskiej. W momencie jej utworzenia na jej terytorium działało 117 cerkwi, zaś liczbę wiernych szacowano na ponad 13 tys. W ciągu kolejnych dziesięciu lat liczba świątyń wzrosła do 136, zaś wiernych – do 189 889 osób (według innego źródła – ponad 146 tys.). Jako przyczynę tego wzrostu liczby wiernych wymienia się nadzieję chłopów łotewskich (podobny proces zachodził w Estonii) na dodatkowe nadziały ziemi. Większość pozyskanych w ten sposób konwertytów z luteranizmu nie angażowała się realnie w życie Cerkwi. Pogłoski o nadziałach ziemi i zwolnieniach z powinności wobec ziemian, jakie mieliby pozyskać chłopi w zamian za przyjęcie prawosławia, rozprowadzono jeszcze w okresie sprawowania urzędu gubernatora inflanckiego przez Michaiła Zinowjewa (1885–1895). Gdy wyszło na jaw, że były one bezpodstawne, gubernator nakazał ogłosić w kościołach, iż nieuczestniczący w nabożeństwach cerkiewnych i potajemnie wychowujący dzieci w wierze protestanckiej zostaną surowo ukarani.
1912 na terenie eparchii działało 258 cerkwi i 73 kaplice oraz dziewięć monasterów, z czego siedem żeńskich.
Na niepodległej Łotwie w okresie międzywojennym, od 1926, była częścią autonomicznego Łotewskiego Kościoła Prawosławnego i jego jedyną administraturą, obejmującą całe terytorium Łotwy. W 1935 liczbę jej wiernych szacowano na 174 tys. osób, z czego ponad 103 tys. Rosjan, 57 600 Łotyszy oraz mniejsze grupy Białorusinów, Ukraińców, Estończyków, Niemców i Polaków. Po aneksji Łotwy do ZSRR ziemie eparchii ryskiej razem z terytorium eparchii wileńskiej i litewskiej na Litwie oraz autonomicznego Estońskiego Kościoła Prawosławnego w Estonii zostały włączone do nowo utworzonego Egzarchatu Łotwy i Estonii, a następnie Egzarchatu Nadbałtyckiego. Funkcjonował on do 1944. Po II wojnie światowej eparchia ryska funkcjonowała jako zwykła administratura Rosyjskiego Kościoła Prawosławnego. W 1960 czynnych było w niej 106 cerkwi, zaś liczbę wiernych szacowano na 44 560 osób.
W 1992 Cerkwi prawosławnej na Łotwie nadana została autonomia – powstał Łotewski Kościół Prawosławny. Do 2013 eparchia ryska była jego jedyną administraturą. W wymienionym roku została z niej wyodrębniona eparchia dyneburska.
Eparchia prowadzi seminarium duchowne w Rydze oraz żeński monaster Trójcy Świętej i św. Sergiusza z Radoneża w Rydze.
Eparchia dzieli się na trzy dekanaty:
- ryski;
- lipawski;
- valmierski.

## Biskupi ryscy

### W Rosyjskim Kościele Prawosławnym
- Platon (Gorodiecki), 1850–1867
- Beniamin (Karielin), 1870–1874
- Serafin (Protopopow), 1874–1877
- Filaret (Fiłarietow), 1877–1882
- Donat (Babinski-Sokołow), 1882–1887
- Arseniusz (Briancew), 1887–1897
- Agatangel (Prieobrażenski), 1897–1910
- Jan (Smirnow), 1910–1917[1]

### W autonomicznym Łotewskim Kościele Prawosławnym
- Jan (Pommers), 1921–1934
- Augustyn (Pētersons), 1936–1949[1] (de facto do 1944)

### Ponownie w Rosyjskim Kościele Prawosławnym
- Sergiusz (Woskriesienski), 1941–1943, egzarcha Łotwy i Estonii
- Jan (Garklavs), 1943–1944
- Beniamin (Fiedczenkow), 1947–1951
- Filaret (Lebiediew), 1951–1958
- Nikon (Fomiczow), 1963–1966
- Aleksy (Konoplow), 1966
- Leonid (Polakow), 1966–1990
- Aleksander (Kudriaszow), od 1990; zwierzchnik Łotewskiego Kościoła Prawosławnego[1]